# Ламс-Гроув (Айова)
Ламс-Гроув (англ. Lambs Grove) — місто (англ. city) в США, в окрузі Джеспер штату Айова. Населення — 174 особи (2020).

## Географія
Ламс-Гроув розташований за координатами 41°42′3″ пн. ш. 93°4′46″ зх. д. / 41.70083° пн. ш. 93.07944° зх. д. (41.700753, -93.079349).  За даними Бюро перепису населення США в 2010 році місто мало площу 0,27 км², уся площа — суходіл.

## Демографія
Згідно з переписом 2010 року, у місті мешкали 172 особи в 73 домогосподарствах у складі 52 родин. Густота населення становила 649 осіб/км².  Було 80 помешкань (302/км²).
Расовий склад населення:
| - 95,9 % — білих - 2,9 % — осіб інших рас |

До двох чи більше рас належало 1,2 %. Частка іспаномовних становила 2,9 % від усіх жителів.
За віковим діапазоном населення розподілялося таким чином: 20,3 % — особи молодші 18 років, 59,4 % — особи у віці 18—64 років, 20,3 % — особи у віці 65 років та старші. Медіана віку мешканця становила 47,5 року. На 100 осіб жіночої статі у місті припадало 95,5 чоловіків;  на 100 жінок у віці від 18 років та старших — 90,3 чоловіків також старших 18 років.
Середній дохід на одне домашнє господарство  становив 76 947 доларів США (медіана — 65 938), а середній дохід на одну сім'ю — 84 700 доларів (медіана — 73 750). За межею бідності перебувало 2,0 % осіб, у тому числі 0,0 % дітей у віці до 18 років та 8,9 % осіб у віці 65 років та старших.
Цивільне працевлаштоване населення становило 97 осіб. Основні галузі зайнятості: освіта, охорона здоров'я та соціальна допомога — 34,0 %, фінанси, страхування та нерухомість — 16,5 %, публічна адміністрація — 10,3 %, роздрібна торгівля — 8,2 %.